# Umwa
Umwa (auch: Ooma, Uma) ist ein Ort auf der isoliert im Pazifischen Ozean liegenden Insel Banaba nahe dem Äquator im Staat Kiribati.  Mit fast 160 Einwohnern (2020) ist es die größte Siedlung auf Banaba.

## Geographie
Der Ort liegt am Südzipfel der Insel Banaba, in der Nähe des Sydney Point. Historisch befand sich dort auch das European Settlement mit dem Bootshafen, dem British Phosphate Commission Club House und dem BPC Commissioners House.